# إيواشيتا أيشي
إيواشيتا أيشي (باليابانية: 岩波重廣؛ بالكانا: いわなみ しげひろ) هو ريكيشي ‏ ياباني، ولد في 15 فبراير 1955 في تشيبا في اليابان، وتوفي في 21 يناير 1999.